# Бараковская (муниципальное образование «Никольское»)
Бараковская — нежилая деревня в Шенкурском районе Архангельской области. Входит в состав муниципального образования «Никольское».

## География
Деревня расположена в южной части Архангельской области, в таёжной зоне, в пределах северной части Русской равнины, в 10 километрах на запад от города Шенкурска, на северо-восточном берегу Еропульского озера, старицы реки Вага. Ближайшие населённые пункты: на севере деревня Кузьминская, на северо-западе деревня Медведевская.
Часовой пояс
Бараковская, как и вся Архангельская область, находится в часовой зоне МСК (московское время). Смещение применяемого времени относительно UTC составляет +3:00.

## Население
| 2002 | 2010 | 2012 |
| ---- | ---- | ---- |
| 0    | →0   | →0   |

## История
В «Списке населенных мест Архангельской губернии к 1905 году» село Бараковское (Горка) насчитывает 8 дворов, 17 мужчин и 23 женщины.  В административном отношении деревня входила в состав Володимировского сельского общества Великониколаевской волости.
На 1 мая 1922 года в поселении 9 дворов, 10 мужчин и 25 женщин.